# Симпатия
Симпа́тия (греч. συμπάθεια «сочувствие; взаимовлечение» от др.-греч. συμ «вместе» + греч. πάθος «чувство, страсть; влечение») — чувство устойчивой эмоциональной предрасположенности к кому-либо или чему-либо. Противоположно антипатии.
Симпатия, как правило, возникает на основе общих взглядов, интересов и ценностей, а также вследствие избирательной положительной реакции на внешность, поведение и черты
характера другого человека. Симпатия одного человека к другому проявляется как инстинктивная склонность, чувство внутреннего родства между ними. Выражается в повышенном интересе к человеку, доброжелательности, оказании внимания и помощи. В некоторых языках под словом, имеющим то же происхождение, что «симпатия» (например, английским sympathy или французским sympathie), может пониматься в том числе чувство сострадания по отношению к проблемам и несчастьям других людей и желание счастья тому объекту, по отношению к которому испытывается симпатия. Симпатия может возникнуть в дружбе или романтических отношениях, когда люди получают удовольствие от общения друг с другом и чувствуют привязанность.